# Vendes
Vendes é uma comuna francesa na região administrativa da Normandia, no departamento Calvados. Estende-se por uma área de 3,49 km². Em 2010 a comuna tinha 334 habitantes (densidade: 95,7 hab./km²).